# Удивителен знак
Удивителен знак (още удивителна) (!) в пунктуацията обикновено се намира в края на изречения, за да изрази възклицание или удивление. В математиката удивителната означава факториелна операция. Със знака често завършват подбудителни или възклицателни изречения.
Примери:
- „Това е невероятно!“
- „Уха!“ (изречение съставено от едно междуметие)

В математиката:
Изразът n! означава факториел (резултатът от умножение на целите числа от 1 до n). Например 4! (четири факториел) е 1 × 2 × 3 × 4 = 24. (0! е дефинирана като 1)